# Mount Swartley
Mount Swartley ist ein 998 m hoher Berg im westantarktischen Marie-Byrd-Land. In den Allegheny Mountains der Ford Ranges ragt er 1,5 km nordnordöstlich des Mount Darling auf.
Wissenschaftler der United States Antarctic Service Expedition (1939–1941) entdeckten ihn bei einem Überflug. Namensgeber ist Stanley Simpson Swartley (1884–1963), Professor für Englisch am Allegheny College in Meadville, Pennsylvania, Alma Mater des US-amerikanischen Antarktisforschers Paul Siple, dem Leiter der West Base bei der Forschungsreise.